# We All Want Love
«We All Want Love» —en español: «Todos queremos amor»— es una canción interpretada por la cantante barbadense Rihanna, incluida en su sexto álbum de estudio Talk That Talk. Ester Dean, Ernest Wilson, Steve Wyreman y Kevin Randolph la compusieron, mientras que Wilson —bajo su nombre artístico No I.D.— la produjo. La instrumentación consiste en guitarras y tambores. Obtuvo reseñas positivas de los críticos de la música, muchos de los cuales elogiaron el tema del amor y la ejecución emocional de Rihanna. Tras el lanzamiento de Talk That Talk, «We All Want Love» debutó en el puesto número sesenta y seis de la lista South Korea Gaon International Chart y el número 188 del UK Singles Chart.

## Composición y letras
Ester Dean, Ernest Wilson, Steve Wyreman y Kevin Randolph compusieron «We All Want Love», mientras que Wilson —bajo su nombre artístico No I.D.— la produjo. La letra gira en torno a Rihanna queriendo establecerse y comenzar una relación con alguien que ama. La instrumentación consiste en guitarras y «tambores retumbantes». Rihanna canta la letra «We all wanna be somebody's one and only» —«Todos queremos ser alguien»— sobre un riff de guitarra y emite «sonidos graves» en su voz. Melissa Maerz de Entertainment Weekly escribió que la canción inicia con un riff de guitarra inspirado en Red Hot Chili Peppers. Al revisar Talk That Talk, Michael Cragg de The Guardian la comparó con «Halo» (2009) de Beyoncé y escribió que las baladas tienen similares «tambores grandes, con ecos que se acumulan hasta alcanzar proporciones épicas».

## Recepción de la crítica

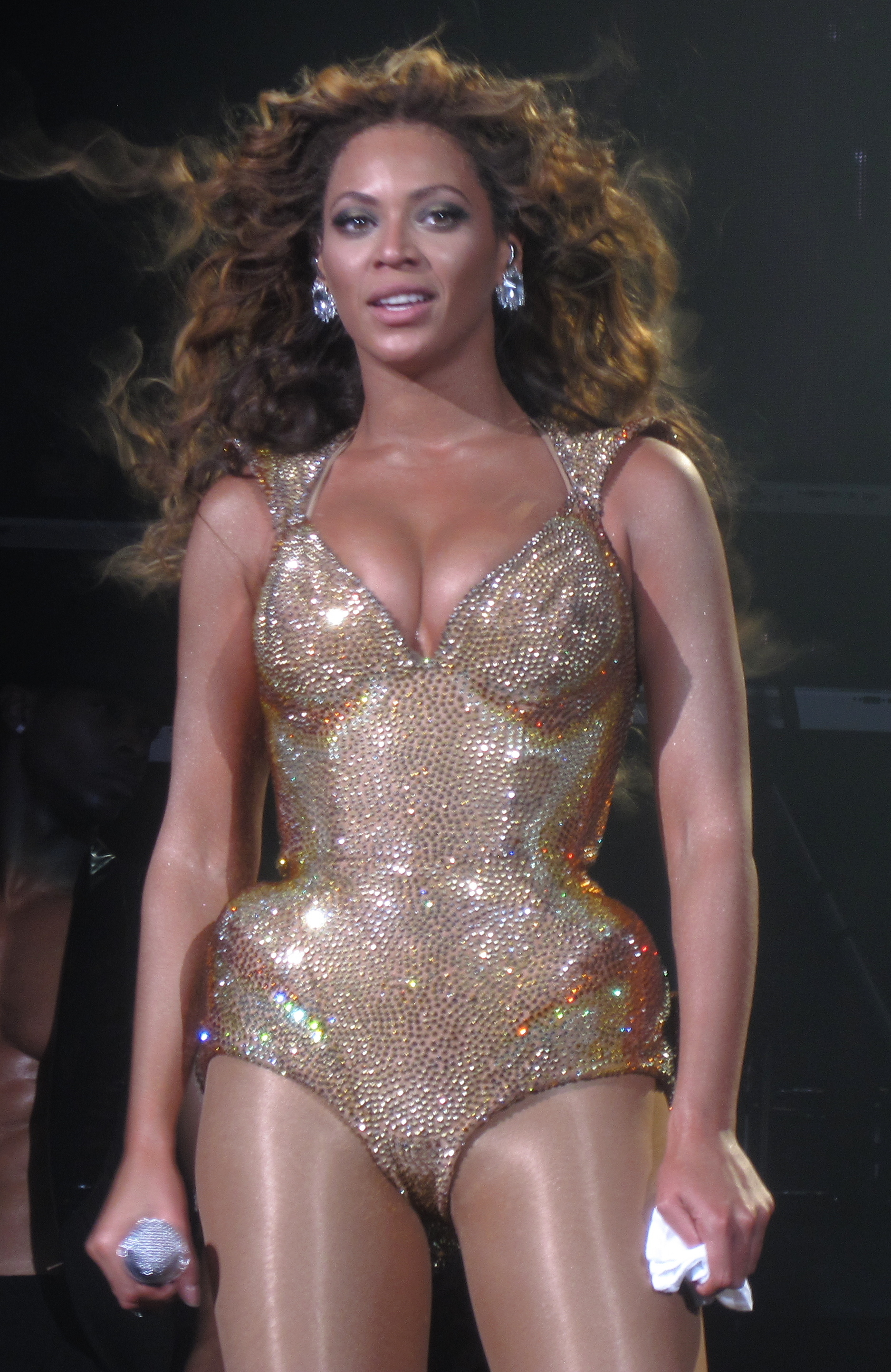
Michael Cragg de la revista The Guardian comparó «We All Want Love» con «Halo» (2009) de Beyoncé (foto). En la imagen, la cantante en la gira I Am... Tour (2009-2010).

«We All Want Love» recibió críticas mayormente positivas de los críticos de la música. Kyle Jamon para Parlé Magazine escribió que «We All Want Love» muestra «las cualidades hippy-esque y que los oyentes prevén a Rihanna bailando en campos». Claire Suddath de Entertainment-Time señaló que la mayoría de las canciones en Talk That Talk incluyen la palabra «amor» en el título, o contienen letras relacionados con ella. Escribió: «La mayoría de los once temas de Talk [That Talk] lidian con el amor (o alguna forma lujuriosa, de todos modos). Tenemos "We Found Love", así como "We All Want Love", "Drunk on Love", y un poco menos directo, "You Da One" y "Roc Me Out"». Suddath continuó y escribió que la canción «ofrece una visión de cierto optimismo romántico».
Jason Lipshutz de la revista Billboard también comentó sobre el concepto de amor en los títulos de las canciones del álbum. Randell Roberts de Los Angeles Times asimismo escribió sobre el aspecto del amor, pero más específicamente comentó que «We Found Love» contiene letras relacionadas con el mal amor, mientras que «We All Want Love» habla sobre el amor universal. Melissa Maerz de Entertainment Weekly elogió la canción y la calificó como la más destacada de Talk That Talk. Al final de la revisión, escribió que «We All Want Love» es el «himno romántico» del álbum. Pip Ellwood de Entertainment-Focus señaló que proporciona «un raro [y] despojado momento que Rihanna no suele mostrar». Adrian Thrills de Daily Mail elogió la convicción de Rihanna de «We All Want Love» y escribió que muestra su «lado sensible».
Después de comparar la canción con los trabajos de Beyoncé, Mike Diver para la BBC escribió que «We All Want Love» «se siente torpe» contra las anteriores y más lícitas canciones en Talk That Talk. Andy Kellman de Allmusic fue crítico de las baladas «We All Want Love» y «Farewell»; etiquetó al primero como «soso» y a éste «rimbombante». Nathan Slavik para DJ Booth también criticó el tema y escribió que es «completamente genérico». Tuyet Nguyen de The A.V. Club escribió que la sucesión de varias canciones con la palabra «amor» en el título se convierte en nada más que «generalidades superficiales que no muestran ninguna emoción».

## Lista de canciones
| Versión del álbum |                    |          |  |
| N.º               | Título             | Duración |  |
| 1.                | «We All Want Love» | 3:57     |  |

## Listas
Tras el lanzamiento de Talk That Talk, «We All Want Love» debutó y alcanzó el puesto número sesenta y seis de la lista South Korea Gaon International Chart el 26 de noviembre de 2011, con ventas de 6689 descargas digitales. También debutó en el conteo UK Singles Chart en el número 188 en la edición del 3 de diciembre de 2011. «We All Want Love» fue la más baja canción posicionada del álbum en la lista británica.
| País (Lista 2011) | Mejor posición |
| ----------------- | -------------- |
| Corea del Sur     | 66             |
| Reino Unido       | 188            |

## Créditos y personal
Lugares de grabación
- Vocal de grabación – The Amstel International Hotel, Room 123, Ámsterdam, Países Bajos; The Park Hyatt Hotel, Room 341, Hamburgo, Alemania.
- Grabación musical – 4220 Studios, Hollywood, California.
- Mezcla – Larrabee Studios, Burbank, California.

Personal
| - Composición – Ester Dean, Ernest Wilson, Steve Wyreman, Kevin Randolph - Productor – No I.D. - Producción vocal – Kuk Harrell - Grabación vocal – Kuk Harrel, Marcos Tovar - Asistente de grabación vocal – Jennifer Rosales - Grabación musical – Rob Kinelski - Asistente de grabación de música – Omar Loya | - Grabación – Aubrey «Big Juice» Delaine - Mezcla – Manny Marroquin - Asistente de mezcla – Erik Madrid, Chris Galland - Bajo y Guitarra – Steve Wyreman - Teclados – Kevin Randolph |

Créditos adaptados de las notas de Talk That Talk, Def Jam Recordings, SRP Records y Discogs.